# رودولفو غونزاليس (ملاكم مكسيكي)
رودولفو غونزاليس (بالإسبانية: Rodolfo González)‏ (16 ديسمبر 1945 بغوادالاخارا في المكسيك - ) هو ملاكم مكسيكي.

## إحصائيات
خاض خلال مسيرته 89 نزالا، فاز في 81 وتعادل في 1 وخسر في 7. فاز بالضربة القاضية في 71 نزالا.

## روابط خارجية
- رودولفو غونزاليس على موقع بوكس ريك (الإنجليزية) (registration required)